# 駐日ベトナム大使館
駐日ベトナム大使館（ベトナム語：Đại sứ quán Việt Nam tại Nhật Bản / 大使館越南在日本、英語: Embassy of Vietnam in Japan）は、ベトナムが日本の首都東京に設置している大使館である。在東京ベトナム大使館（ベトナム語：Đại sứ quán Việt Nam tại Tokyo / 大使館越南在東京、英語: Embassy of Vietnam in Tokyo）とも。

## 沿革
- 1973年9月21日、日本が共産主義国の北ベトナムを国家として正式に承認し、両国の外交関係が開設される[1]
- 1975年4月30日、南ベトナム解放民族戦線（ベトコン）が南ベトナムの首都サイゴンを陥落させ、共産主義勢力の主導によるベトナム統一が確定事項となる[2]
- 1976年6月9日、共産ベトナムからの派遣では初代となるグエン・ザップ駐日大使が着任する[3]
- 1976年6月10日、ザップ大使が霞が関の外務省で宮澤喜一外相（当時。後の内閣総理大臣）と会談する[3]
- 1976年7月2日、北ベトナムが南ベトナムを吸収する形で南北に分断されていたベトナムを統一し、国号を「ベトナム社会主義共和国」に改称する[1]。東京に設置されているベトナム大使館の名称が駐日ベトナム社会主義共和国大使館（ベトナム語：Đại sứ quán Nước Cộng Hoà Xã Hội Chủ Nghĩa Việt Nam tại Nhật Bản / 大使館國共和社會主義越南在日本、英語: Embassy of the Socialist Republic of Vietnam in Japan）となる[4]
- 2008年9月、日越外交関係樹立35周年[5]を記念して、駐日ベトナム大使がベトナム側実行委員長を務める日越交流イベントのベトナムフェスティバルが代々木公園で開催され、皇太子が来訪したほか、来場者が3日間で15万人という日越交流イベント史上最大の成功を収める。爾後、毎年開催される恒例イベントとなる[6]

## 所在地
| 日本語   | 〒151-0062 東京都渋谷区元代々木町50-11                                       |
| 英語     | 50-11, Motoyoyogi-cho, Shibuya-ku, Tokyo 151-0062                            |
| アクセス | 小田急小田原線代々木八幡駅北口、もしくは東京メトロ千代田線代々木公園駅八幡口 |

## 大使
2023年7月20日より、ファム・クアン・ヒエウが特命全権大使を務めている。

## ギャラリー

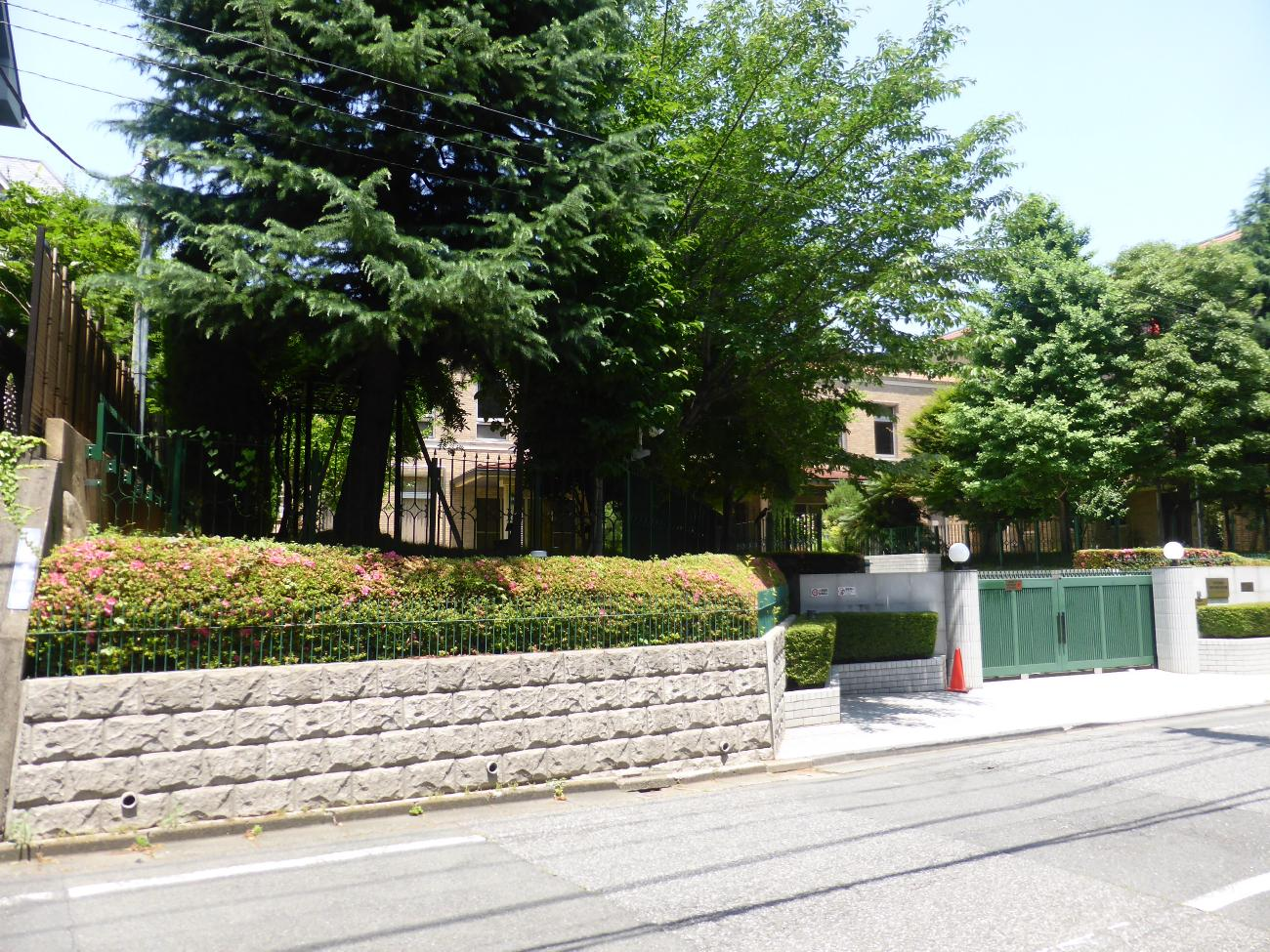
ベトナム大使館全景
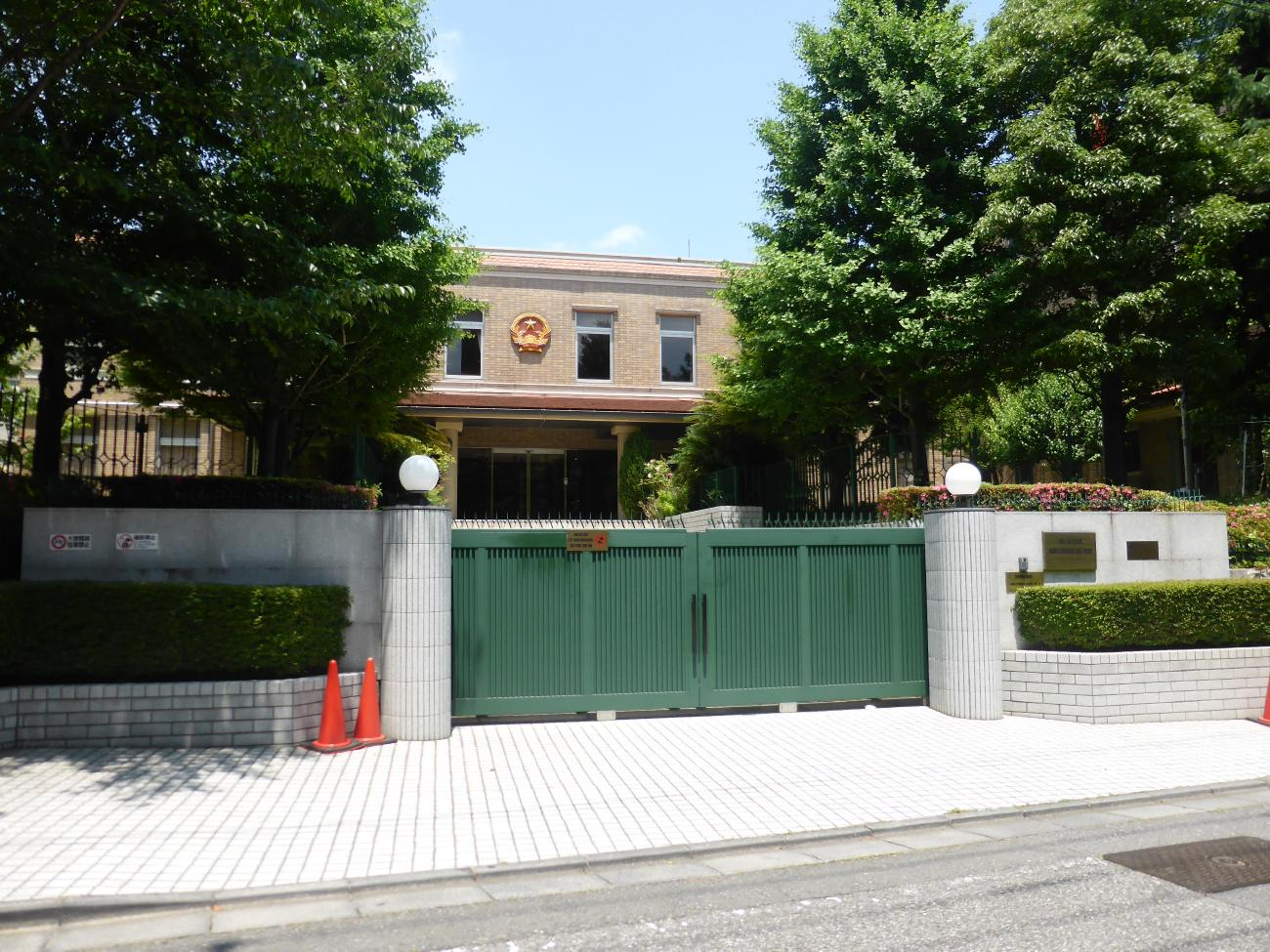
ベトナム大使館正門
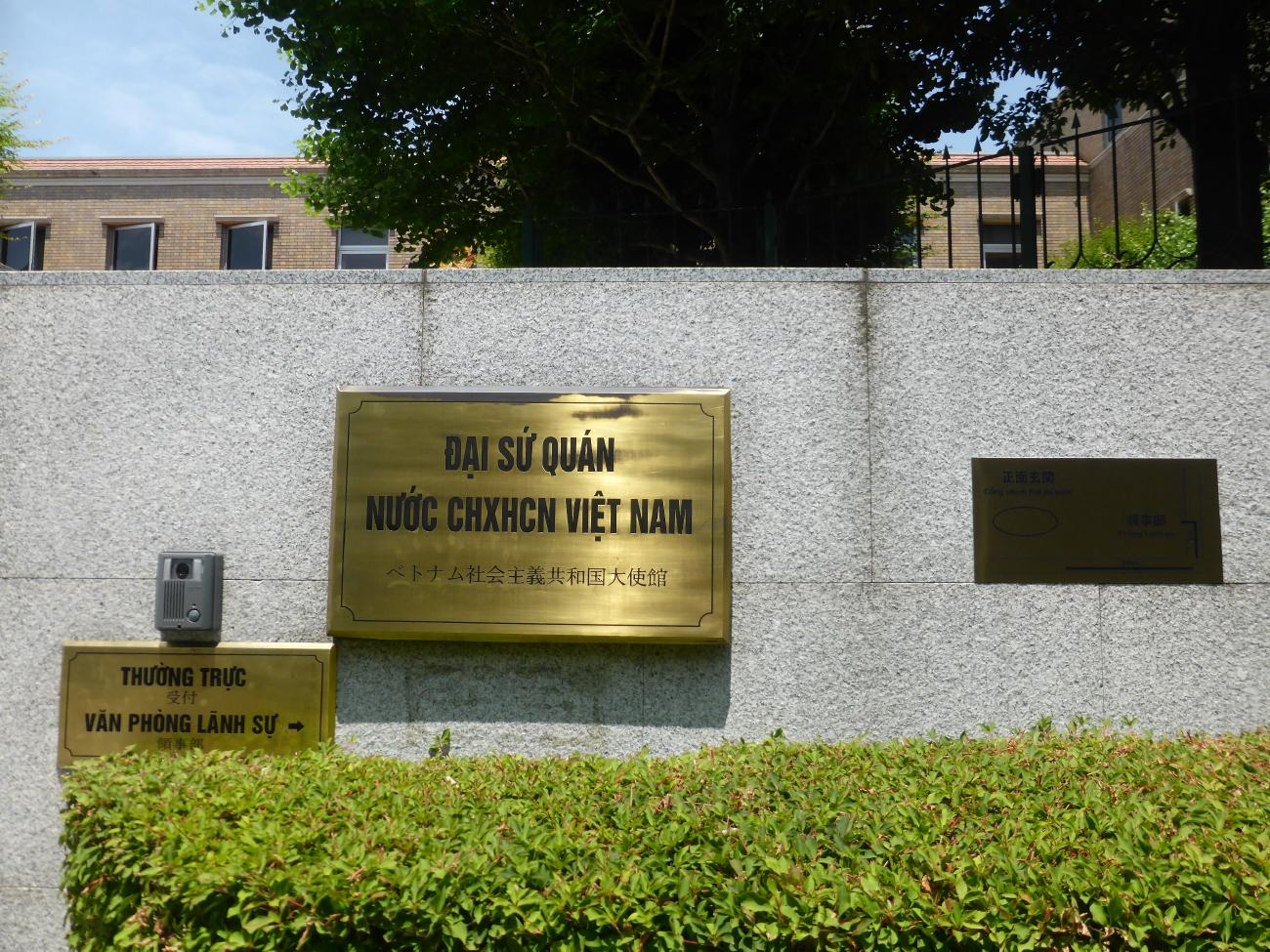
ベトナム大使館表札
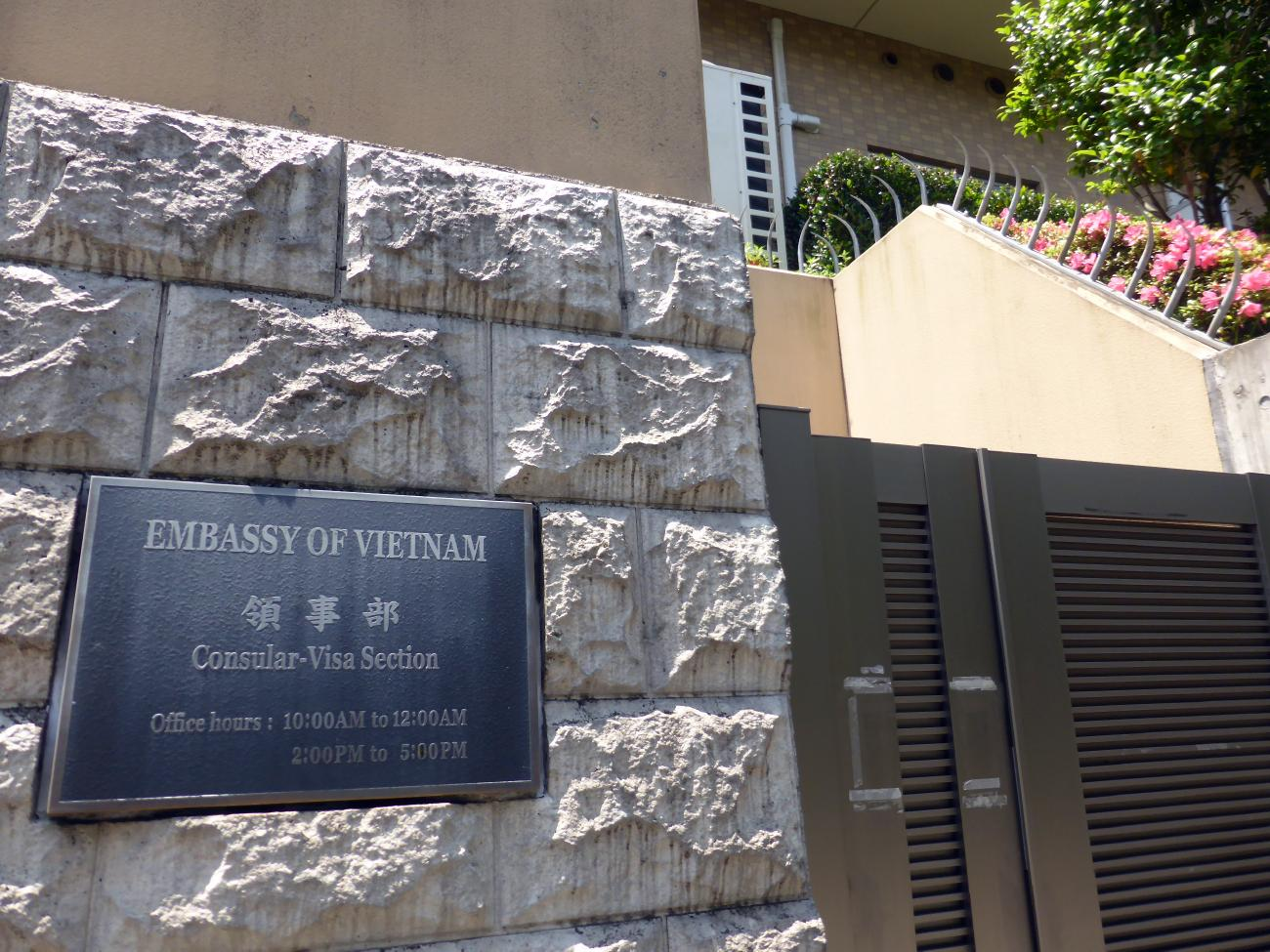
ベトナム大使館領事部
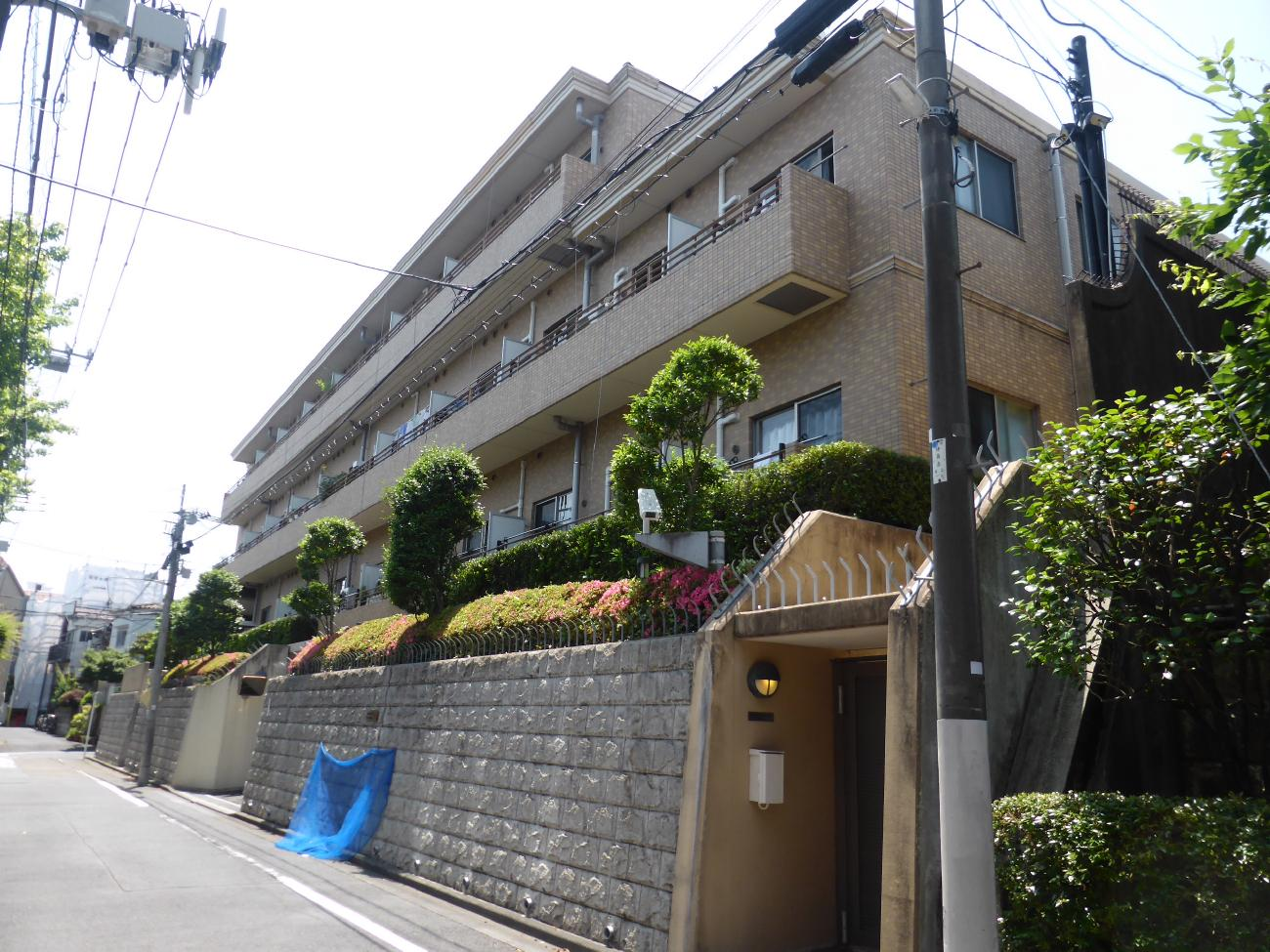
ベトナム大使館官舎

## 駐日ベトナム共和国大使館
駐日ベトナム共和国大使館（ベトナム語：Đại sứ quán Việt Nam Cộng hòa tại Nhật Bản / 大使館越南共和在日本、英語: Embassy of the Republic of Vietnam in Japan）は、かつて東京に設置されていたベトナム共和国の大使館。サイゴン陥落後の1975年5月7日に閉鎖された。

### 沿革
- 1952年4月28日、サンフランシスコ平和条約の発効により日本国が独立、ベトナム国（南ベトナム）も同条約締結国のうちの一国だが、ベトナム民主共和国（北ベトナム）は締結国ではない[12]
- 駐日ベトナム国公使館を1955年2月設置
- 1955年10月26日、ベトナム南部でベトナム国に代わってベトナム共和国（南ベトナム）が成立する[13]
- 1959年5月13日、南ベトナムの外務大臣ヴー・ヴァン・マウ（ヴ・ヴァン・マオ）および大使館の開設に先立って初代駐日大使に就任していたブイ・ヴァン・ティンらが、日本の藤山愛一郎外相、久保田貫一郎駐越大使らと「日本国とヴィエトナム共和国との間の賠償協定」を締結し、同協定の第六条にて駐日ベトナム共和国大使館（駐日南ベトナム大使館）の設置を定める[14]
- 1975年4月30日、南ベトナム解放民族戦線（ベトコン）が南ベトナムの首都サイゴンを陥落させ、共産主義勢力の主導によるベトナム統一が確定事項となる[2]
- 1975年5月7日、駐日ベトナム共和国大使館が閉鎖[10][11]

### 歴代大使・公使

#### 駐日公使
| 氏名（日本語）         | 氏名（ベトナム語） | 任命 | 着任         | 信任状捧呈    | 退任          | 外交階級 | 外交職務     | 備考                                                         | 備考 |
| ---------------------- | ------------------ | ---- | ------------ | ------------- | ------------- | -------- | ------------ | ------------------------------------------------------------ | ---- |
| ディン・ヴァン・キョー | Đinh Văn Kiểu      |      | 1955年2月    |               | 1955年3月1日  |          | 臨時代理公使 | 南ベトナム駐日公使が不在のため、一時的に公使館を務めています |      |
| グエン・ゴック・トー   | Nguyễn Ngọc Thơ    |      | 1955年3月1日 | 1955年3月24日 | 1955年6月22日 | 公使     | 特命全権公使 | 南ベトナム・日本の外交関係樹立後の初代公使、後に大使に昇進   |      |

#### 駐日大使
| 氏名（日本語）         | 氏名（ベトナム語） | 任命      | 着任          | 信任状捧呈    | 退任          | 外交階級 | 外交職務     | 備考 | 備考 |
| ---------------------- | ------------------ | --------- | ------------- | ------------- | ------------- | -------- | ------------ | --- | ---- |
| グエン・ゴック・トー   | Nguyễn Ngọc Thơ    |           | 1955年6月22日 | 1955年6月22日 | 1956年        | 大使     | 特命全権大使 | 公使から昇格、南ベトナム・日本の外交関係樹立後の初代大使                                                 |      |
| ブイ・ヴァン・ティン   | Bùi Văn Thinh      |           | 1956年5月18日 | 1956年5月30日 | 1962年12月    | 大使     | 特命全権大使 | |      |
| グエン・フイ・ニア     | Nguyễn Huy Nghĩa   |           | 1963年3月     | 1963年3月18日 | 1963年11月    | 大使     | 特命全権大使 | |      |
| グエン・ヴァン・ロク   | Nguyễn Văn Lộc     |           | 1963年12月9日 |               | 1965年9月     | 公使     | 臨時代理大使 | |      |
| グエン・ドゥイ・クアン | Nguyễn Duy Quang   |           | 1965年9月     | 1965年9月8日  | 1967年6月     | 大使     | 特命全権大使 | |      |
| ヴィン・トォ           | Vĩnh Thọ           | 1967年5月 | 1967年7月     | 1967年7月5日  | 1970年        | 大使     | 特命全権大使 | |      |
| ドアン・バ・カン       | Đoàn Bá Cang       |           | 1970年2月21日 |               | 1972年5月     | 公使     | 臨時代理大使 | サイゴン陥落後オーストラリアに定住し、2019年にシドニーで亡くなりました                                   |      |
| ドオウ・ヴァン・リー   | Đỗ Vạng Lý         |           | 1972年5月     | 1972年6月23日 | 1974年5月19日 | 大使     | 特命全権大使 | |      |
| グエン・チュウ・ダン   | Nguyễn Triệu Đan   | 1974年3月 | 1974年5月23日 | 1974年7月16日 | 1975年5月7日  | 大使     | 特命全権大使 | 最後の大使。5月7日に大使館が閉鎖された後、彼は家族と共にオーストラリアのメルボルンに亡命した。2013年死去 |      |